# 梁興 (宋朝)
梁兴（？—1148年），人称梁小哥，又名梁青，平阳郡（今山西省临汾市）人，南宋反金武裝将领。
开始在太行山建立忠义社，组织乡民抗击金军。绍兴五年（1135年）冬，率领一百多人渡黄河投奔岳飞麾下。绍兴十年（1140年），岳飞北伐，梁兴奉命渡黄河，和太行山反金武裝赵云、李进、牛显、张峪等人会合，攻佔垣曲、沁水，攻下怀州、卫州。北伐终止后，梁兴在南宋任亲卫大夫、忠州刺史、鄂州驻御前先锋军同副统制。